# Thalurania ridgwayi
Thalurania ridgwayi é uma espécie de ave da família Trochilidae (beija-flores).
Apenas pode ser encontrada no México.
Os seus habitats naturais são: florestas subtropicais ou tropicais húmidas de baixa altitude e plantações .
Está ameaçada por perda de habitat.